# Аце Бетински
Аце Тренев (Тренчов) Бетински или Бетин е български революционер, войвода на Вътрешната македоно-одринска революционна организация.

## Биография
Бетински е роден в Берово. Брат е на Васил Бетин. Влиза в революционната организация и става войвода. След като избухва Първата световна война в 1915 година, четата му заедно с пунктовия началник Христо Ципушев и Гаврил Ралупов от Берово се сражава срещу сърбите в местността Кукувица между Струмишко и Беровско.
В същата година е убит от властите при бягство при опит за мобилизация в Сръбската армия на 2 октомври 1915 година.